# Knud Lynge
Knud Lynge (Skovlunde, Municipi de Ballerup, 8 de novembre de 1934) va ser un ciclista danès, que fou professional entre 1957 i 1961. Va destacar sobretot amb el ciclisme en pista, on va participar en nombroses curses de sis dies.

## Palmarès
- 1959
  - 1r als Sis dies d'Aarhus (amb Ferdinando Terruzzi)